# PZL SM-4 Łątka
PZL SM-4 Łątka (vážka) byl prototyp lehkého víceúčelového třímístného vrtulníku, který v 60. letech 20. století zkonstruoval polský výrobní závod WSK PZL Świdnik. Kvůli problémům s motorem vrtulník nikdy nevzlétl a byl určen pouze k pozemním zkouškám.

## Vývoj a konstrukce
V roce 1960 začal konstrukční tým pracovníků vedený Jerzym Kotlińskim pracovat na novém lehkém vrtulníku s krátkým doletem. Nový stroj nesl označení PZL SM-4 Łątka. V polském výrobním závodě WSK PZL Świdnik byl již dříve vyráběn sovětský lehký vrtulník Mil Mi-1 (pod označením SM-1) a od roku 1955 také vrtulník PZL SM-2, který vycházel konstrukčně ze stroje Mi-1. Projekt vrtulníku SM-4 přinášel zcela nový vrtulník postavený z originálních dílů, který konstrukčně nevycházel z jiných vrtulníků.
SM-4 Łątka byl projekt třímístného jednomotorového vrtulníku. Ten byl vybaven třílistým hlavním rotorem a dvoulistým ocasním rotorem. Poháněn byl vzduchem chlazeným pístovým motorem Narkiewiczem WN-6S o jmenovitém výkonu 130 kW, který se nacházel za kabinou. Pilot a pasažéři seděli uvnitř bohatě proskleného kokpitu.
Byl dokončen pouze jediný prototyp, který nikdy nevzlétl a byl určen pouze k pozemním testům. Vrtulník SM-4 Łątka měl nedostatečně silný motor, se kterým nedokázal vykonat let. Projekt nového vrtulníku byl nakonec opuštěn.

## Specifikace
Data podle publikace Jane's All The World's Aircraft 1966-67.

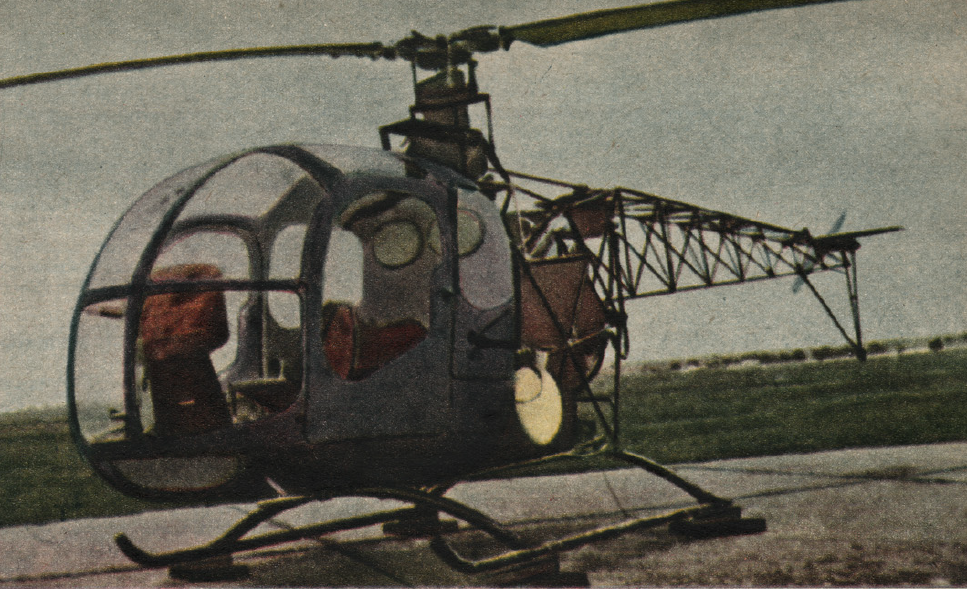
SM-4 Łątka

### Technické údaje
- Posádka: 1 pilot
- Užitečná zátěž: 2 osoby
- Průměr nosného rotoru: 10,0 m
- Plocha nosného rotoru: 78,5 m²
- Prázdná hmotnost: 660 kg
- Maximální vzletová hmotnost: 1000 kg
- Pohonná jednotka: 1 × pístový motor Narkiewicz WN-6S o výkonu 130 kW

### Výkony
- Maximální rychlost: 115 km/h
- Stoupavost: 4,4 m/s
- Dostup: 3300 m
- Dolet: 300 km s plnou palivovou nádrží